# Клонбер

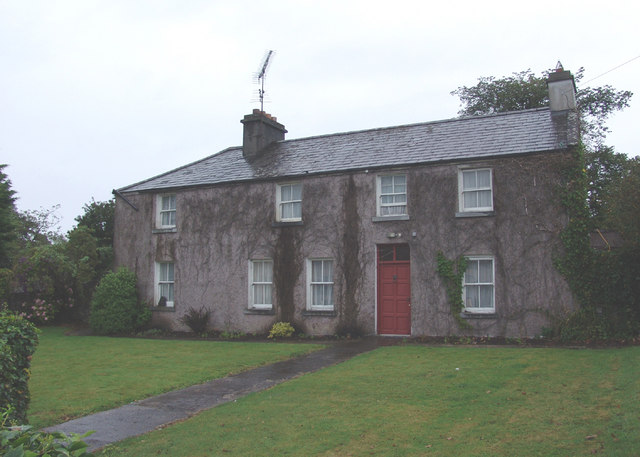

Клонбер (англ. Clonbur; ирл. An Fhairche) — деревня в Ирландии, находится в графстве Голуэй (провинция Коннахт).
Население — 916 человек (по переписи 2002 года).